# Proscyllium habereri
Espèce
Répartition géographique
Statut de conservation UICN

 DD  : Données insuffisantes
Proscyllium habereri est une espèce de requins.